# Крочиці
Крочице (пол. Kroczyce) — село в Польщі, у гміні Крочиці Заверцянського повіту Сілезького воєводства.
Населення — 1867 осіб (2011).
У 1975-1998 роках село належало до Ченстоховського воєводства.

## Демографія
Демографічна структура станом на 31 березня 2011 року:
|          | Загалом | Допрацездатний вік | Працездатний вік | Постпрацездатний вік |
| -------- | ------- | ------------------ | ---------------- | -------------------- |
| Чоловіки | 891     | 192                | 605              | 94                   |
| Жінки    | 976     | 196                | 563              | 217                  |
| Разом    | 1867    | 388                | 1168             | 311                  |